# ヨゼフ・ホラーク
ヨゼフ・ホラーク（チェコ語: Josef Horák、1931年3月24日 - 2005年11月23日）は、チェコのバスクラリネット奏者。世界初のバスクラリネットのソロ奏者として知られる。
1950年代まで、バスクラリネットを専門とするクラシック音楽の演奏家はいなかった（通常はクラリネット奏者が持ち替えて兼任するため）。ホラークは、1955年3月23日に世界初のバスクラリネット独奏リサイタルを開いた演奏家である。その革新的な超絶技巧などにより、バスクラリネット演奏の発展に多大なる貢献をした功労者であることから、「バスクラ界のパガニーニ」と評された。

## 経歴
彼は1945年から1951年までブルノ音楽院でクラリネットを学び、その後1963年までブルノ国立フィルハーモニー管弦楽団で演奏した。1955年にバスクラリネットのソロ演奏家として活動を開始。パウル・ヒンデミットは彼のために自作のバスーン・ソナタをバスクラリネット版に編曲した。ホラークはまた、ボフスラフ・マルティヌーやフランク・マルタンの作品の編曲版なども演奏している。
1960年にホラークはブルノのアンサンブル「Musica Nova」の主宰者の一人となり、3年後にはグループ「Sonatori di Praga」を結成する。同時期に彼はピアニストのエンマ・コヴァルノヴァ（Emma Kovárnová）と共にデュオ「Due Boemi di Praga」の名前で活動を始め、世界中をツアーで回り、ソフィア・グバイドゥーリナやアンリ・プッスール、多くのチェコ人作曲家によって彼のために書かれた曲を演奏し、マスタークラス（上級者レッスン）を開いた。ホラークは1972年から1976年にはプラハ音楽院で教鞭を執り、1976年にはアメリカでデビュー、1984年には「Due Boemi di Praga」で初めてロンドン公演を行なった。
ホラークは、バスクラリネットのためのレパートリーを増やし、音域を4オクターブ半まで拡大させ、重音奏法などの新しい表現を紹介することで、ソロ楽器としてのバスクラリネットに多大なる貢献をした。彼のレパートリーは2000曲以上に及び、録音テープを使う現代音楽や偶然性の音楽、サード・ストリームの音楽などに意欲的に取り組んだ。
2005年の10月、世界初のバスクラリネット・コンベンションがオランダのロッテルダムで開催され、ホラークが栄えあるゲストとして招かれた。そこで彼は妻であり、40年以上もデュオのパートナーであったエンマ・コヴァルノヴァと共に「Due Boemi di Praga」として最後の演奏を行なった。彼らのために、26カ国の140人の作曲家によって書かれた曲は約500曲に上る。
ホラークが生前に使っていたセルマー製の楽器は、プラハのチェコ国立音楽博物館に寄贈された。